# Турецка
Турецка (слч. Turecká) насељено је мјесто са административним статусом сеоске општине (слч. obec) у округу Банска Бистрица, у Банскобистричком крају, Словачка Република.

## Становништво
| Година:    | 1994. | 2004.   | 2014.   | 2024.    |
| ---------- | ----- | ------- | ------- | -------- |
| Број људи: | 137   | 139     | 147     | 165      |
| Разлика:   |       | +1,45 % | +5,75 % | +12,24 % |

| Година:    | 2023. | 2024.   |
| ---------- | ----- | ------- |
| Број људи: | 158   | 165     |
| Разлика:   |       | +4,43 % |

Према подацима о броју становника из 2011. године насеље је имало 151 становника.